# Medasina pallidimargo
Medasina pallidimargo är en fjärilsart som beskrevs av W. Warren 1904. Medasina pallidimargo ingår i släktet Medasina och familjen mätare. Inga underarter finns listade i Catalogue of Life.